# EP u hokeju na travi 2005., razred Challenge II
Europsko prvenstvo u hokeju na travi za muške 2005., razreda "Challenge II" (četvrti jakosni razred) se održalo na Malti, u Kordinu.
Održao se od 5. do 10. rujna 2005.

## Sudionici
Sudionici su bili: Azerbejdžan, Cipar, Danska i Malta.

## Rezultati

### Faza u skupini
| Momčad      | Ut | Pb | N | Pz | Pri | Pos | Bod |
| ----------- | -- | -- | - | -- | --- | --- | --- |
| Azerbejdžan | 3  | 3  | 0 | 0  | 9   | 1   | 9   |
| Danska      | 3  | 2  | 0 | 1  | 14  | 4   | 6   |
| Malta       | 3  | 1  | 0 | 2  | 7   | 8   | 3   |
| Cipar       | 3  | 0  | 0 | 2  | 1   | 18  | 0   |

| 5. rujna | Azerbejdžan | Danska      | 2 : 1 | (1 : 0) |
|          | Malta       | Cipar       | 5 : 1 | (1 : 0) |
| 6. rujna | Danska      | Cipar       | 9 : 0 | (5 : 0) |
|          | Malta       | Azerbejdžan | 0 : 3 | (0 : 1) |
| 7. rujna | Cipar       | Azerbejdžan | 0 : 4 | (0 : 2) |
|          | Malta       | Danska      | 2 : 4 | (1 : 2) |

### Natjecanja za poredak

#### Borba za viši natjecateljski razred
| Poluzavršnica | Poluzavršnica | Poluzavršnica |               |
| ------------- | ------------- | ------------- | ------------- |
| 9. rujna      | Azerbejdžan   | Cipar         | 3 : 1 (0 : 0) |
|               | Danska        | Malta         | 2 : 1 (0 : 0) |
| Za 3. mjesto  |               |               |               |
| 10. rujna     | Malta         | Cipar         | 2 : 1 (2 : 1) |
| Završnica     |               |               |               |
| 17. rujna     | Danska        | Azerbejdžan   | 3 : 0 (3 : 0) |

## Konačna ljestvica
| Mj. | Država      |
| --- | ----------- |
| 1.  | Danska      |
| 2.  | Azerbejdžan |
| 3.  | Malta       |
| 4.  | Cipar       |

Danska i Azerbejdžan su izborile pravo promicanja u viši natjecateljski razred europskog prvenstva, razred "Challenge I".